# ファサード

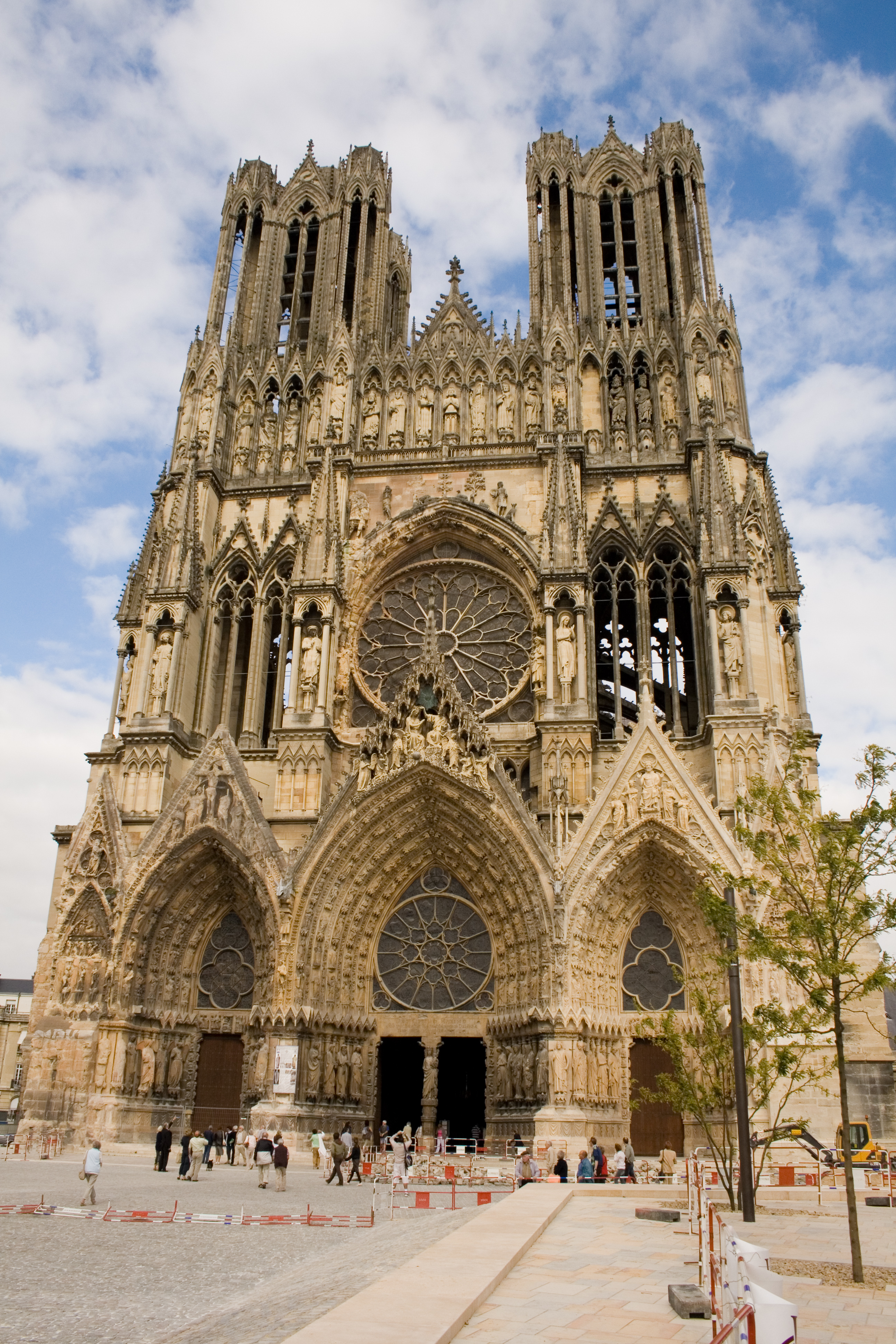
ランス大聖堂

ファサード（仏: façade）は、建築物正面部のデザインを指す語句である。フランス語に由来し、英語のfaceと同根である。建築物で最も目立つため都市景観の形成に影響が大きく、建築設計で重要視される。
ファサードは、建物の格式や性格も示し、ゴシック建築のランス大聖堂など内部空間を率直に表現するものや、ルネサンス建築のアルベルティによるセントアンドレア教会など内部空間と有機的なつながりなしに造形されるものがある。側面や背面が装飾的に造形されている場合などもファサードと称する場合がある。

## 事例
- フィレンツェのサン・ロレンツォ聖堂は、ミケランジェロによるファサード案があったが、現在も未完成である。
- フィレンツェ大聖堂やミラノ大聖堂などは、19世紀までファサードが未完成であった。

### ギャラリー

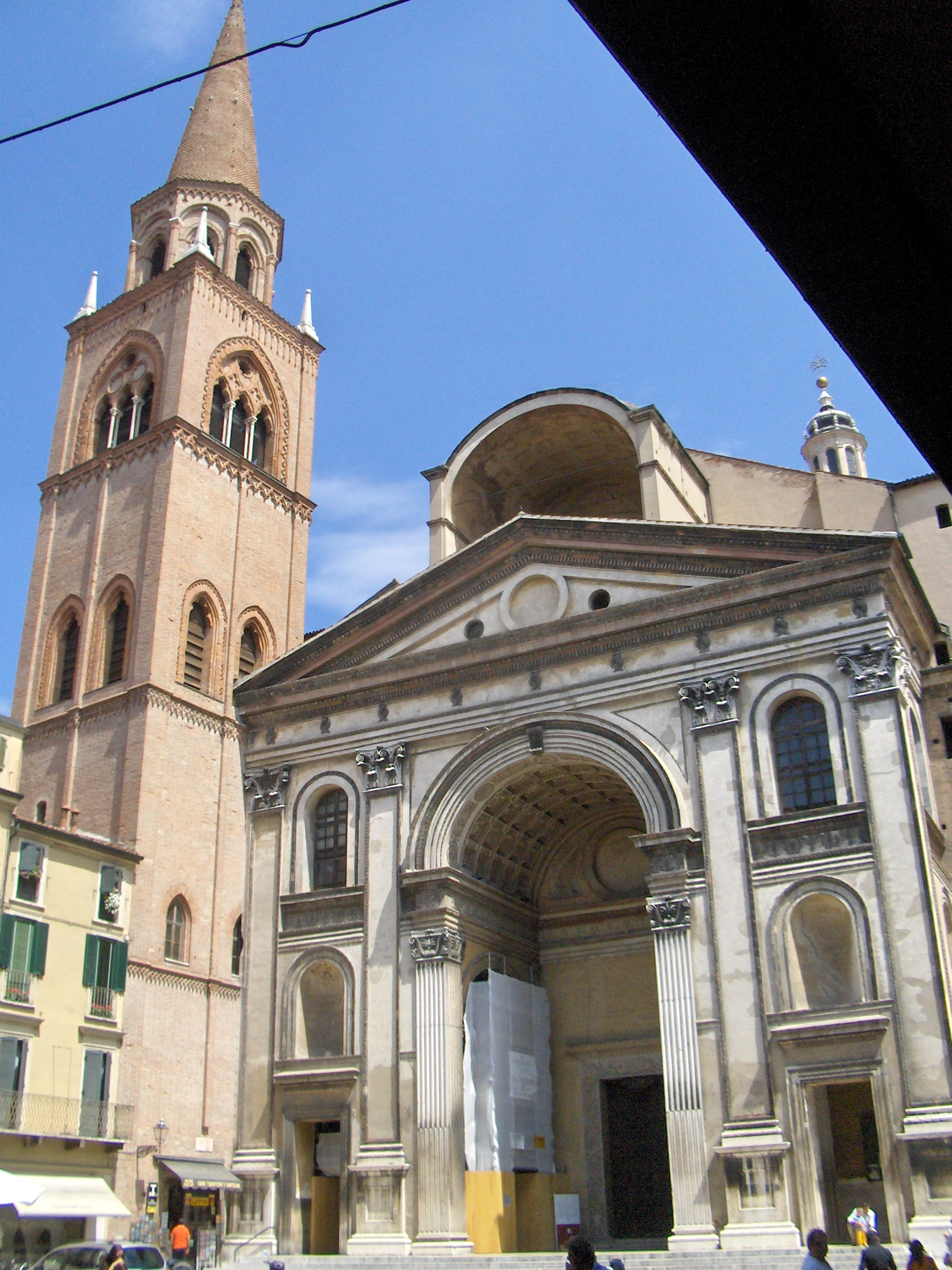
サンタンドレア教会
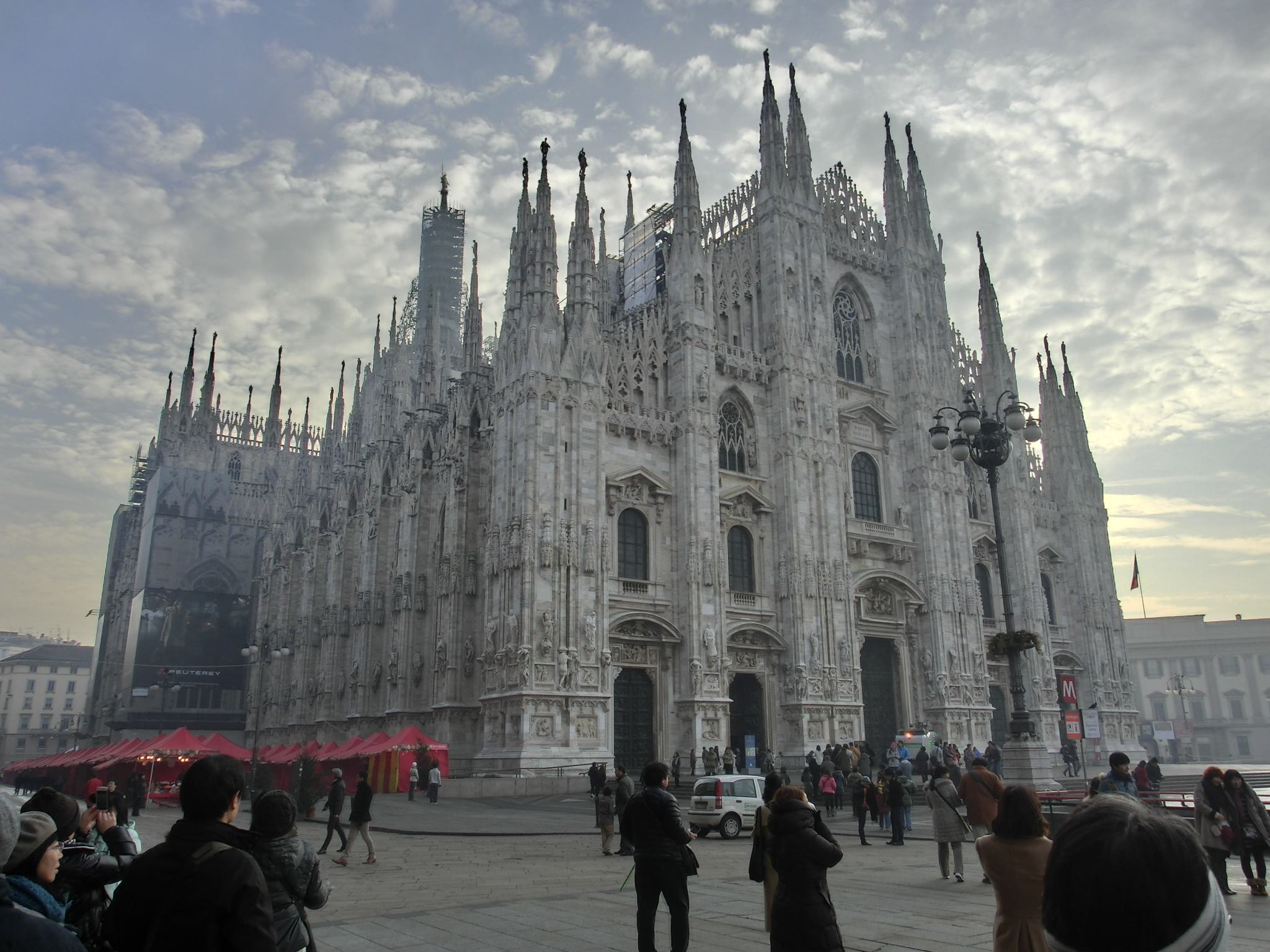
ミラノ大聖堂
フィレンツェ大聖堂

## ファサード保存

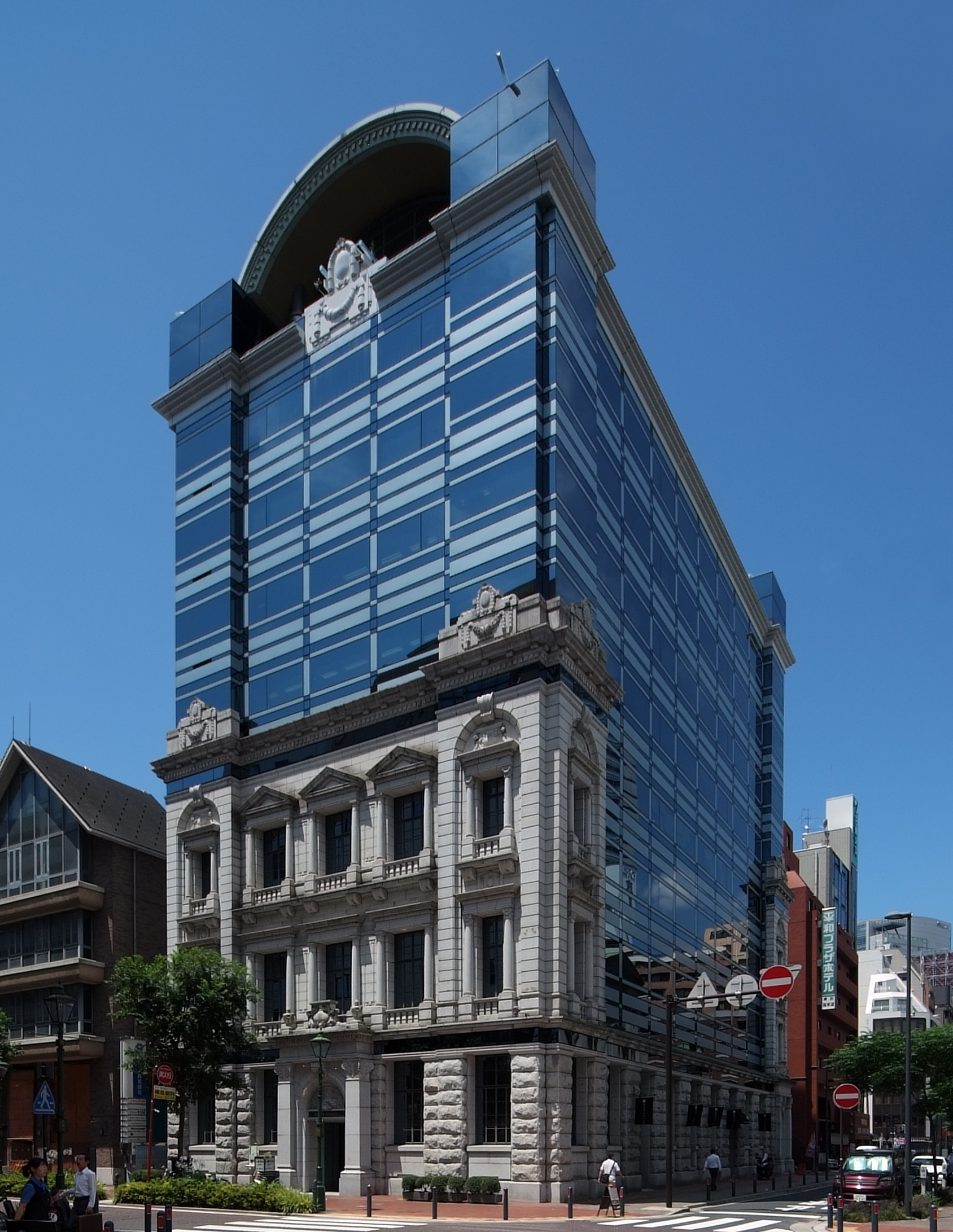
旧川崎銀行横浜支店（損保ジャパン横浜馬車道ビル）

歴史的建築物の保存に、ファサード保存を選択する事例がある。建築物の正面部分や正面の一部のみを保存する手法で、都市の再開発と歴史的建造物の保存を両立させる手法である。保存する低層階と高層階のデザインの違い、低層階より高層階が一回り小さくなる例が多いことから「腰巻きビル（建築）」とも揶揄される。
正面以外の構造物や内部空間などが大きく失われるため、建て替え不可避で、街路景観の形成に影響が大きく、歴史的価値が高い場合などに選択する。
日本は、主に土地の高度利用のためにファサードを保存して背面を高層建築とする手法が、近年の再開発で多く見られる。

### ファサード保存の例
- 損保ジャパン横浜馬車道ビル - 旧川崎銀行横浜支店、JPタワー - 旧東京中央郵便局、丸の内パークビル - 旧丸の内八重洲ビル、DNタワー21 - 旧第一生命館、大阪松竹座、大阪取引所ビル、神戸地方裁判所、中京郵便局、大丸心斎橋店、九段会館テラスなどがある。

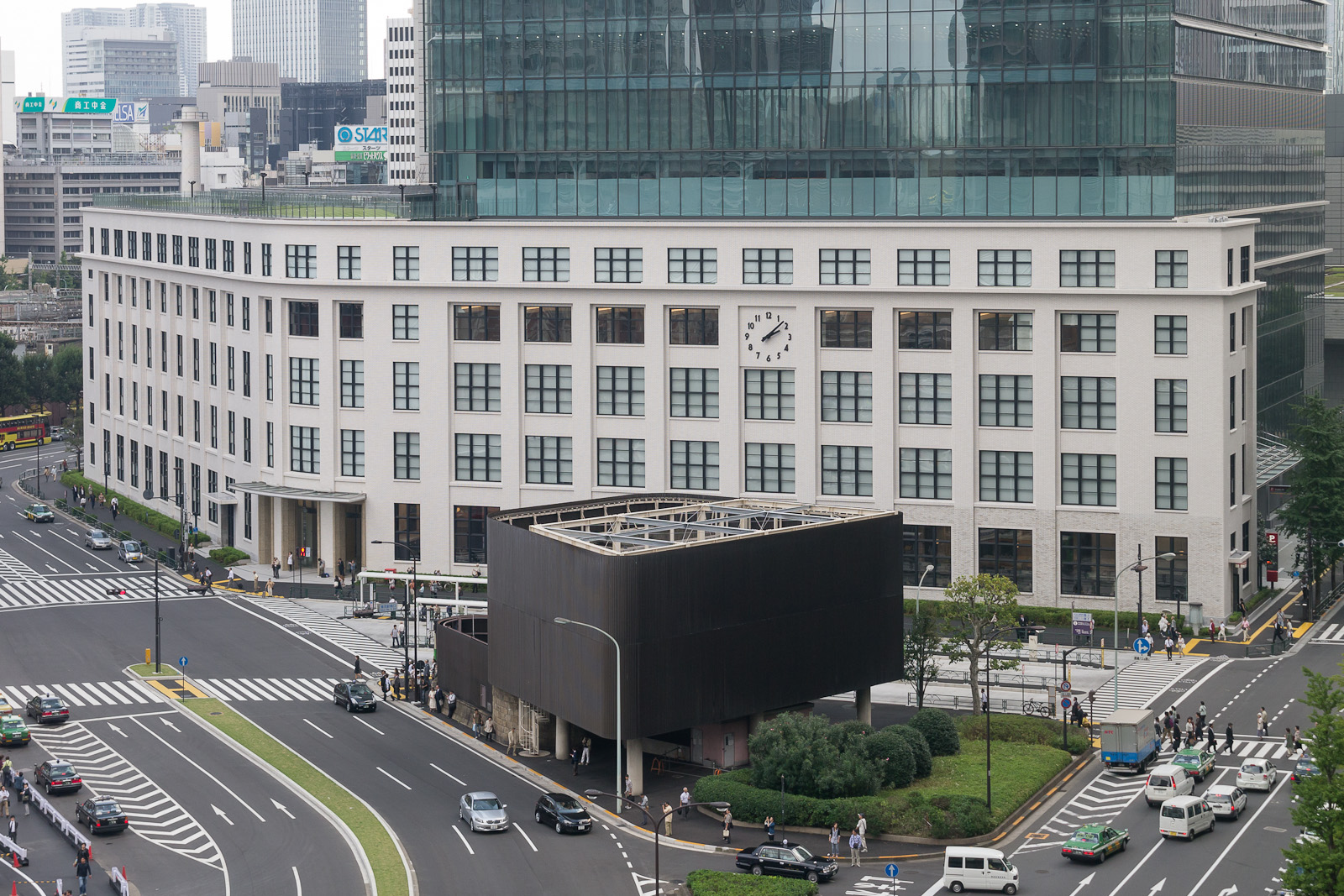
旧東京中央郵便局
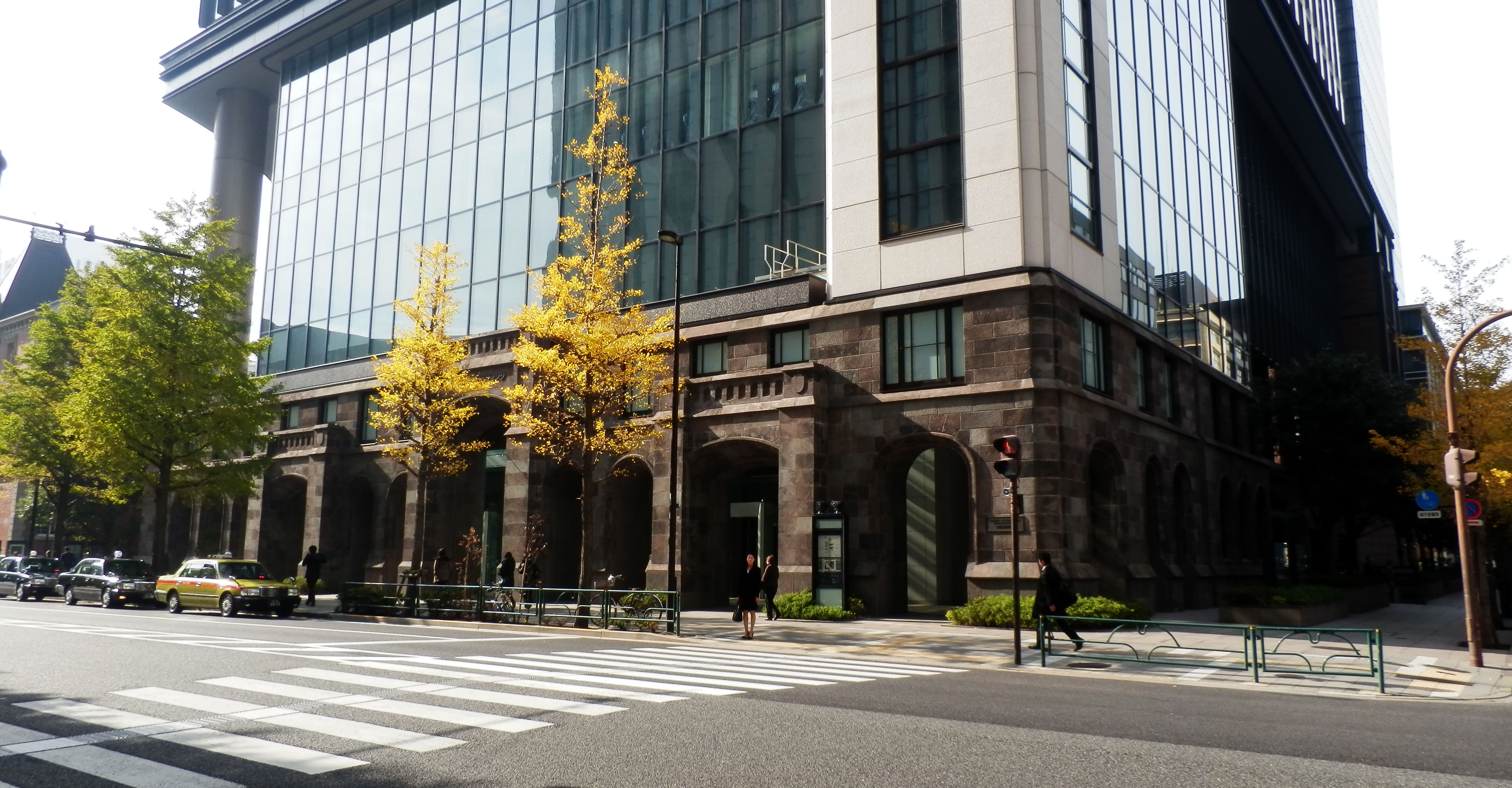
旧丸の内八重洲ビル
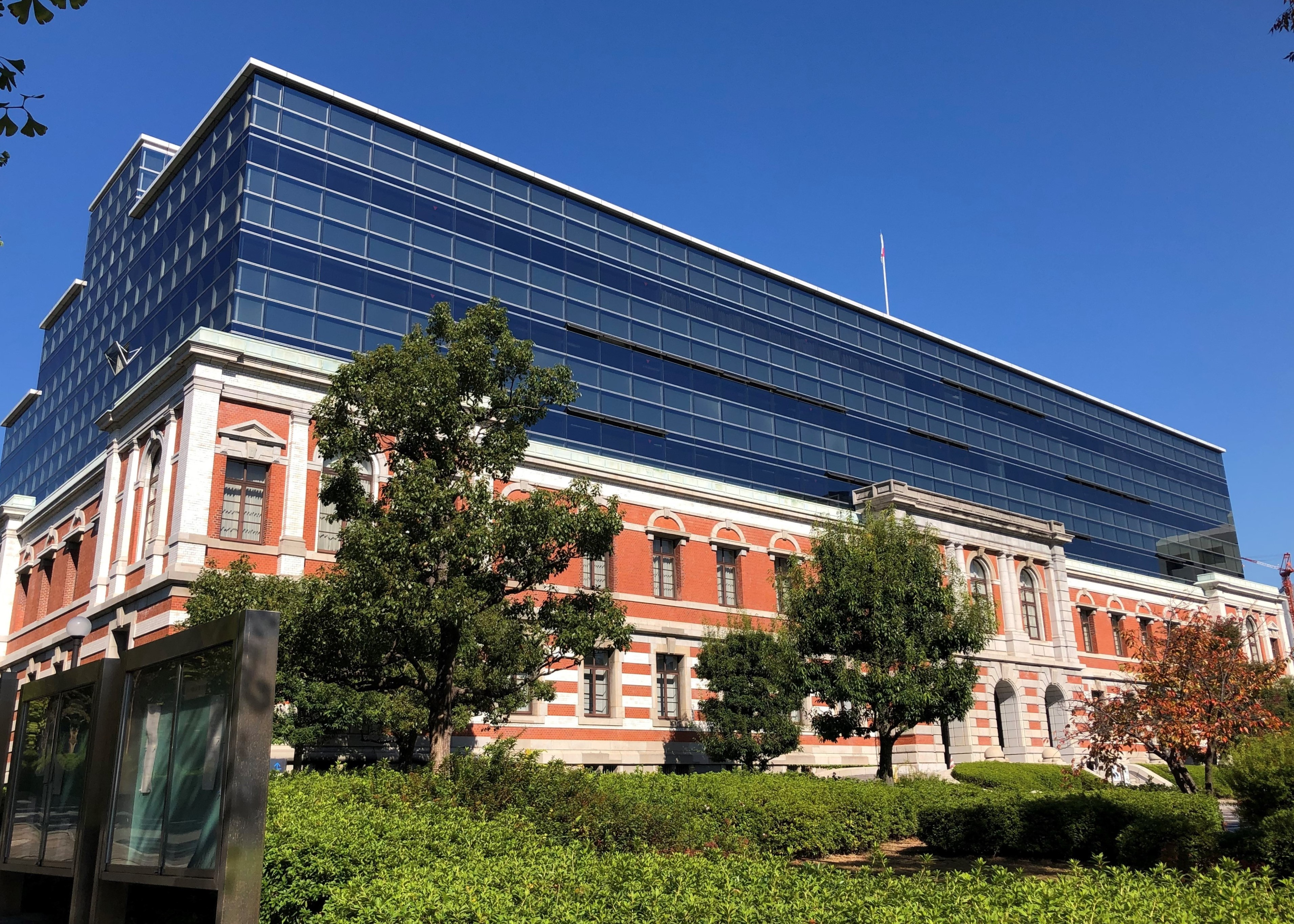
神戸地方裁判所

- 歌舞伎座、三菱一号館、中央警察署 (北海道)などは新築したレプリカである。